# Хероине Првог светског рата у Србији
Хероине Првог светског рата у Србији су жене које су током Првог светског рата дале велики допринос и поднеле велике жртве, а многе од њих изгубиле и животе, не само као борци на фронту или добровољне болничарке, већ и као једине које су остајале и бринуле се о домаћинству у окупираној земљи.
Српкиње су пружале конкретан допринос у ратовима тако што су руководиле економијом устанака или су бринуле о рањеницима и помагале санитету. Упркос патријархалном моралу, који је строго забрањивао женама да учествују у ратовима неке су, задојене снажним идеалима српства у периоду јачања националне идеологије, активно учествовале у рату, премда су тада ратови и револуције сматрани за ексклузивно мушку политичку борбу. Оне су учествовале у оружаним борбама углавном преобучене у мушкарце и то је представљало велики отклон од
традиције и патријархалног морала. Жене у позадини преузеле су улоге карактерисане тада као „мушке”, које су им током историје ускраћиване под окриљем родних предрасуда. Оставши скоро у потпуности без мушке радне снаге, у време када је за рат мобилисано више од 60% радно способног мушког становништва, жене на селу су радиле највећи део тешког физичког посла и са децом и старима покушавале да одрже живот, земљу и производњу.
Свој допринос нису дале само Српкиње, већ су и жене из других земаља похрлиле у помоћ српској војсци и народу, као ратнице, санитетско особље или хуманитарне раднице које су допремале помоћ, прикупљале новац и слале га у Србију или су лично долазиле и остајале са српским народом.
О храбрости и издржљивости жена у ратовима за ослобођење Србије сликовито сведочи француски књижевник и новинар Анри Барби, који је извештавао светску јавност о Првом светском рату на балканским просторима, и са српском војском прошао албанску голготу:
| „ | Ја сам их гледао на ратишту с пушком и бомбом у руци и у болницама, у којима су на материнске и сестринске груди привијале рањене јунаке; и у повлачењу кроз непроходне албанске гудуре, где се на немоћне и сломљене болом, у леђа пуцало из заседа и у којима се масовно умирало од глади и зиме... Гледао их и дивио им се! Ни страха, ни колебања, ни суза, ни уздаха! Није било жртве које оне не би могле да поднесу за своју Отаџбину. То су одважне кћери Србије, мајке и сестре јунака са Цера и Колубаре, мојих ратних другова, којима је Отаџбина била преча од живота и које су, бирајући између понижења и смрти, изабрале смрт... Није у то време било француског официра који не би радо, у знак најдубљег поштовања, положио свој мач пред ноге ових јунакиња. Оне су својом храброшћу и својом патњом задивиле Свет. | ” |

## Жене ратнице
У складу са вредносним системом тог времена, женама нити је било дозвољено нити друштвено прихватљиво приступање војсци нити учешће у ратним операцијама, па су оне налазиле друге начине да ступају у борбене редове. Скраћивале су косу, облачиле мушку одећу, пријављивале се под мушким именима. Остале су запамћене по томе што су се равноправно са мушкарцима бориле на фронту.

#### Ратнице из Србије
(личности су, у даљим набрајањима, наведене азбучним редом, по презимену)
- Софија Јовановић
- Мара Петровић
- Ленка Рабасовић
- Ризна Радовић
- Милунка Савић
- Живана Терзић[10]
- Славка Томић
- Љубица Чакаревић

#### Ратнице из Црне Горе
- Василија Вукотић,[11]
- Милица Миљанов
- Милосава Перуновић
- Јелена Шаулић

#### Ратнице из Словеније
- Антонија Јаворник (Наталија Бјелајац).[12]

#### Ратнице из Велике Британије
- Флора Сандс.[13]
- Емили Лујза Симондс

## Добровољне болничарке и хуманитарне раднице
Најугледније грађанке, укључене у рад различитих удружења од којих је најпознатије Коло српских сестара, помагале су војсци, рањеницима и цивилима широм земље и у иностранству. Оне су узимале активно учешће као болничарке на фронту, али су радиле и у окупираним подручјима. Неке од њих су изгубиле и животе. Међу њима су и Љубица Луковић, тадашња председница Кола српских сестара и Надежда Петровић, чувена сликарка. Обе су умрле од пегавог тифуса.
Међу различитим хуманитарним мисијама које су у том периоду радиле у Србији, посебно се издваја Болница шкотских жена, која је послала велики број добровољних лекарки и болничарки у Србију. Многе чланице болнице су се са српским становништвом и војском 1915. повлачиле преко Албаније, а следеће године се придружиле српској војсци на Солунском фронту. Свакако треба поменути и милосрдне сестре Руске санитетске екипе, као и многе друге које историја није запамтила.
Многе међу онима које нису отишле на фронт узимале су активно учешће у различитим хуманитарним организацијама које су прикупљале помоћ војницима на ратиштима, од новца, лекова, хране и одеће, до цигара. Организовале су дељење оброка, склоништа за децу и старе, слале пакете заробљенима. Женска удружења су организовала добротворне приредбе на којима су прикупљана средства за ратну сирочад, рањенике и све невољнике погођене ратом и спроводила друге активности. Организовале су прихват српских рањеника и избеглица у земљама које су за то имале могућности.

#### Српкиње
- Драгиња Бабић
- Мирка Грујић
- Јелена Димитријевић
- Јелисавета Дојкић
- Анка Ђуровић
- Делфа Иванић
- Др Ангелина Јакшић[18]
- Катарина Јовановић
- Јелена Лозанић Фротингам
- Љубица Луковић
- Даринка Мирковић Боровић
- Наталија Мунк
- Касија Недић Милетић
- Драга Б. Павловић Бојаџић
- Надежда Петровић.[19]
- Вука Попадић
- Боса Ранковић

#### Американке
- Мабел Грујић[20]
- Розали Слотер Мортон[21]
- Рут Стенли Фарнам[22]

#### Британке
- Агнес Бенет,[23]
- Мејбел Дирмер[24]
- Елси Инглис,[25]
- Харијета Кокберн
- Кетрин Стјуарт Макфејл
- Доротеа Мод
- Катрин Пејн
- Леди Лејла Пеџет
- Елизабета Рос
- Емили Лујза Симондс
- Ела Синг
- Мејбел Стобарт
- Лорна Ферис
- Евелина Хаверфилд
- Едит Халовеј
- Хана Хенкин Харди[26]
- Катарина Харлеј
- Изабел Хатон[27]

#### Немице
- бароница Гризингер
- Марија Фјодоровна Зиболд
- госпођа Шлибен

#### Рускиње.[28]
- Татјана Белипонова
- Наталија Берлацекова и Куова
- Ана Истомина
- Дарја Коробкина
- Атанасија Марковна
- Марија Сергејевскаја
- Марија Степановна
- Пелагија Феодоровна
- Александра Хартвиг

#### Швајцаркиње
- Катарина Штурценегер

#### Аустралијанке
- Олива Келсо Кинг

## Подсећања
Народна библиотека Србије основала је дигиталну библиотеку Велики рат, насталу је као део пројекта Еуропеана колекције 1914-1918, који има за циљ да из фондова 9 националних библиотека дигитализује и учини јавно доступним преко 400.000 публикација насталих током Првог светског рата. У оквиру пројекта постоји и портал за наставнике, са препорученим темама и начином вођења часа уз помоћ ове библиотеке. У низу предавања налази се и једно о женама у Великом рату.
О улози жена у Великом рату говори и монодрама „Челичне ратнице - Жене добровољци у Првом светском рату” која је изведена децембра 2014. године у Историјском музеју Србије, у пратећем програму изложбе „Србија 2014”. Ова монодрама преноси сведочења Катарине Штурценегер, Милунке Савић, Василије Вукотић, Милице Марка Миљанова Поповић, Антоније Јаворник, Флоре Сендс, Надежде Петровић, Делфе Иванић, Елси Инглис, Софије Јовановић и других жена добровољаца које су у Првом светском рату учествовале као војници, хуманитарне раднице и болничарке... Монодрама је реализована у извођењу, режији и по тексту Јелене Миле. Текст је стваран на основу оригиналних записа, аутентичних изјава и одломака из биографија конкретних ратница.
- Флоре Сендс
- Др Кетрин Стјуарт Макфејл
- Елси Инглис
- Др Изабел Галовеј Хатон
- Евелина Хаверфилд
- Др Елизабет Рос

Британкама, које су у Првом светском рату помагале српском народу и војсци одата је почаст у виду поштанских маркица. У питању су Шкотланђанке и на маркицама се налазе ликови Флоре Сендс (једина жена официр српске војске из Велике Британије), др Кетрин Стјуарт Макфејл (припадница болнице шкотских жена), Елси Инглис (прва жена одликована орденом белог орла), психијатар др Изабел Емсли Галовеј Хатон, Евелине Хаверфилд (активисткиња за права жена) и лекарка др Елизабет Рос. Издавање маркица је део шире кампање коју је спровела амбасада Велике Британије у Србији, а којом је одата почаст за више од 600 жена које су помогле Србији у Првом светском рату.
У Галерији науке и технике Српске академије наука и уметности новембра 2014, приказана је изложба „Жене у Првом светском рату“ ауторке Александре Нинковић Ташић. Поставка је настала као део обележавања стогодишњице почетка Великог рата. Изложба је после Београда организована и у другим српским градовима: Лозници, Шапцу и др.